# لورا لومر
لورا إليزابيث لومر (بالإنجليزية: Laura Elizabeth Loomer)‏ (من مواليد 21 مايو 1993) ناشطة سياسية أمريكية يمينية راديكالية. كانت مرشحة الحزب الجمهوري لتمثيل الدائرة النيابية الحادية والعشرين لولاية فلوريدا في انتخابات مجلس النواب الأمريكي لعام 2020 وخسرت أمام الديمقراطية لويس فرانكل. كما ترشحت في الانتخابات التمهيدية للحزب الجمهوري للدائرة النيابية الحادية عشرة في فلوريدا 2022، وخسرت أمام دانيال وبستر.
عملت لومر كناشطة في العديد من المنظمات ذات التوجه اليميني أو اليميني الأقصى، مثل مشروع فيريتاس، تقرير جيلر، إنفو وورز. وصفت لومر نفسها بأنها "مؤيدة للقومية البيضاء" وضد المسلمين والمهاجرين في الولايات المتحدة.، وقد حُظرت من من العديد من منصات التواصل الاجتماعي بما في ذلك فيسبوك وإنستغرام وتويتر لأسباب مختلفة من بينها انتهاك سياسات خطاب الكراهية ونشر معلومات مضللة. كما حظرت لومر وأبعدت عن فعاليات مختلفة، كما سحب اعتمادها الصحفي بسبب المضايقات والتسبب في اضطرابات.
سعى دونالد ترامب إلى تعيين لومير في حملته الرئاسية في أبريل 2023، لكن يُعتقد أن كبار مستشاري حملته أثنوه عن الخطوة. بحلول سبتمبر 2024، أعرب بعض أنصار ترامب وغيرهم عن مخاوفهم بشأن استمرار وجود لومر.

## النشأة
نشأت لومير وشقيقيها في أريزونا. التحقت بكلية ماونت هوليوك، وتركتها بعد فصل دراسي واحد؛ وقالت إنها شعرت بأنها مستهدفة لكونها محافظة. انتقلت إلى جامعة باري في ميامي شورز بولاية فلوريدا، وتخرجت في عام 2015 بدرجة البكالوريوس في الصحافة الإذاعية. لومير يهودية الديانة.

## النشاط

### 2015–2017
في مارس 2015، استخدمت لومر كاميرا فيديو مخفية لتسجيل محادثاتها مع موظفين في جامعة باري التي كانت تدرس فيها، ناقشت معهم فكرة إنشاء نادي يحمل اسم "الطلاب المتعاطفون مع الدولة الإسلامية في العراق والشام (داعش)". وطلبت الجامعة، على ما يبدو في الفيديو، فقط تغيير اسم النادي إلى "الطلاب الداعمون للشرق الأوسط". بعد ذلك، قام جيمس أوكيف من منظمة مشروع فيريتاس بنشر الفيديو الذي يظهر اللقاء، زاعمًا أنه يظهر موظفًا في الجامعة غير مبالٍ بفكرة إنشاء رابطة داخل الحرم الجامعي تدعم داعش. بعد ذلك بفترة قصيرة، فصلتها الجامعة بسبب انتهاكها لقواعد السلوك الطلابي، ورفع أستاذ ظهر في الفيديو دعوى جنائية ضدها بدعوى تسجيله دون علمه. في ذلك الوقت، كانت لومر طالبة متفوقة في سنتها الأخيرة ورئيس نادي "الشباب الجمهوريين" في الجامعة.
قال مسؤول في حملة هيلاري كلينتون إن لومر وامرأتين أخريين تظاهرتا بأنهما من مؤيدي كلينتون حاولن "الإيقاع" بالعاملين في الحملة عن طريق حيلة لقبول تبرعات نقدية غير قانونية في يوليو 2015.
في 8 نوفمبر 2016، وهو يوم الانتخابات الرئاسية الأمريكية لعام 2016، ذهبت لومر، كجزء من حيلة لمشروع فيريتاس، إلى مركز اقتراع مرتدية البرقع وطلبت بطاقة اقتراع باسم هوما عابدين.
في 10 يونيو 2017، ألقت خطابًا أمام حشد من المتظاهرين "المناهضين للشريعة الإسلامية" في مدينة نيويورك نظمته منظمة يمينية وأدانت "الليبراليين المنحازين إلى الشريعة الإسلامية ". ووضعت لومر البرقع على تمثال الفتاة الشجاعة نيويورك.
بعد بضعة أيام، تركت لومر مشروع فيريتاس لتنضم إلى فريق عمل الموقع الإلكتروني "ريبل ميديا" ذو التوجه اليميني الأقصى.

#### احتجاج ضد مسرحية يوليوس قيصر
كانت أول مشاركة لها مع "ريبل ميديا" في 16 يونيو 2017 عندما عطّلت عرضًا مسرحيًا مقتبسًا من مسرحية يوليوس قيصر لشكسبير في نيويورك، وذلك بالسير على خشبة المسرح أثناء العرض بعد وقت قصير من اغتيال الشخصية الرئيسية. كانت المسرحية، المنتجة من قبل مسرح ديلاكورتي ‏ تُصِّور دونالد ترامب على أنه يوليوس قيصر مع ممثلة ذات لهجة سلوفينية بدور زوجته كالبورنيا. قبل أن يرافقها أفراد الأمن خارج المسرح، صاحت لومر: "هذا عنف ضد دونالد ترامب! أوقفوا تطبيع العنف السياسي ضد اليمين! هذا غير مقبول!" تم القبض على لومر بتهمة السلوك غير المنضبط والتعدي. وفي وقت سابق من الأسبوع، أثارت عروض المسرحية انتقادات بسبب تصويرها للنساء والأقليات وهم يرتكبون جريمة اغتيال ترامب العنيفة كرئيس للولايات المتحدة.
رد المسرح القائم بالمسرحية بالقول إنه رغم أنهم مؤيدون للحريات وبالتحديد التعديل الأول للدستور الأمريكي، إلا أن الاضطراب الذي حدث كان بسبب "وسائل التواصل الاجتماعي". في 19 يونيو، كتبت أليسا روزنبرغ من صحيفة "واشنطن بوست" أنها لا تعتقد أن لومر كانت مُنفَجِعة حقًا بسبب المسرحية، بل كانت تبحث عن لفت الانتباه وجمع مكافأة قيمتها ألف دولار أمريكي عرضها شخصيات من اليمين المتطرف على وسائل التواصل الاجتماعي مثل مايك سيرنوفيتش، لمن يتسبب في تعطيل العرض المسرحي. في مقابلة لها على برنامج "هانيتي" على قناة "فوكس نيوز" بعد أيام من اعتقالها، قالت لومر إنها كانت تعلم أن تعطيل المسرحية سيؤدي إلى توجيه اتهامات جنائية ضدها. خلال المقابلة، اعترضت على تصوير "يوليوس قيصر" في المسرحية واتهمت اليسار بـ"استخدام التعبير الحر كذريعة بشكل منهجي وبرمجي" لتحريض العنف.
أنشأ عزرا ليفانت ‏ موقع "حرروا لورا" على شبكة الإنترنت، لجمع التبرعات كتغطية لاعتقالها، وقد أنشأ الموقع قبل ست ساعات من بدء المسرحية. كما روّجت لومر لصفحة تمويل جماعي عبر الإنترنت وتلقت 12385 دولارًا من 241 مساهمًا.
في أغسطس 2017، كانت واحدة من العديد من الناشطين في حركة مكافحة الجهاد الذين وسموا باسم"زملاء شيلمان"، نسبةً إلى روبرت شيلمان ‏. 
في سبتمبر 2017، بعد ثلاثة أشهر، استقالت لومر من ريبل ميديا. ومنذ ذلك الحين، عملت من حين لآخر كمقدمة لتقارير موقع إنفو وورز، بالإضافة إلى مشاركتها في تقرير جيلر ومبادرة الدفاع عن الحرية الأمريكية (أوقفوا أسلمة أمريكا)، وكلها منظمات تتبع اليمين الأقصى وعادةً ما توصف بأنها مؤيدة للعنصرية وتفوق البيض.

### 2019
في 14 يناير 2019، أقنعت لومر العديد من الرجال الذين التقت بهم في موقف سيارات هوم ديبو، والذين ادعت أنهم لا يحملون وثائق، بالقفز فوق السياج معها بمنزل نانسي بيلوسي في نابا، كاليفورنيا. أقامت المجموعة خيمة في حديقة بيلوسي للاحتجاج على الهجرة قبل أن تزيلها الشرطة. ولم يتم القبض عليهم. بعد بضعة أيام، حاولت لومر مقاطعة متحدث في مسيرة النساء عام 2019 في واشنطن العاصمة، حيث ظهرت على خشبة المسرح قائلة أن المسيرة منظمة "نازية". وبينما كان رجال الأمن يرافقونها، صرخت قائلة "ماذا عن اليهود؟" في 30 يناير 2019، قفزت لومر وآخرون على الجدار المحيط بقصر حاكم كاليفورنيا في ساكرامنتو. كانوا يرتدون قبعات مكسيكية، وارتدى أحدهم شاربًا زائفًا كبيرًا، وقالوا إنهم كانوا يحتجون على موقف الحاكم جافين نيوسوم بشأن الهجرة. تم القبض عليهم وأفرج عنهم في غضون ساعات قليلة. وفي وقت لاحق من ذلك اليوم، أثارت المجموعة مواجهة خارج مطعم مكسيكي في وسط مدينة ساكرامنتو، وقامت ببث الحدث على الهواء مباشرة.

### 2024
واصلت لومر الدعوة إلى ترشح دونالد ترامب للرئاسة في عام 2024، وقالت لصحيفة واشنطن بوست، "أنا سعيدة بتخصيص كل وقتي لمساعدة ترامب، لأنه إذا لم يعد ترامب، فلن أملك أي شيء". تم إحضار لومر كضيف من قبل ترامب إلى فيلادلفيا حيث شارك في المناظرة الرئاسية في 10 سبتمبر مع منافسته كامالا هاريس.  وفي اليوم التالي، حضرت لومر إلى جانب ترامب فعاليات إحياء ذكرى هجمات 11 سبتمبر. كانت لومر قد أيدت سابقًا مزاعم مفادها أن أحداث الحادي عشر من سبتمبر "كانت عملاً داخليًا". ووفقًا لمصادر مجهولة في حملة ترامب، ورد أن لومر أثرت على ترامب ليؤيد علنًا نظريات المؤامرة الكاذبة المختلفة، بما في ذلك الادعاء بأن كامالا هاريس أخفت تراثها الأسود والادعاء بأن المهاجرين الهايتيين كانوا يأكلون الحيوانات الأليفة المنزلية لأشخاص آخرين في أوهايو. كما نشرت لومر تغريدة تشير إلى الصور النمطية للهنود، قائلة إنه إذا تم انتخاب هاريس "فستتفوح من البيت الأبيض رائحة الكاري". أدانت مارجوري تايلور جرين، العضو الجمهوري في مجلس النواب، هذه الملاحظة ووصفتها بأنها "مروعة وعنصرية للغاية".
بسبب تصريحاتها بأن حادثة 11 سبتمبر كانت "عملية داخلية"، نشر حساب ترامب في 13 سبتمبر 2024 عبر منصته تروث سوشيال : "لورا لومر لا تعمل لدى الحملة. إنها مواطنة عادية وشريك منذ وقت طويل. أختلف معها بشان التصريحات التي صرحت بها، لكن كما الملايين من الناس الذين ينصاروني، فقد سَأمِت رؤية اليسار المتطرف الماركسي والفاشي وهم يهاجمونني ويشوهونني."
كجزء من صفقة ترويجية لشركة لطعام الحيوانات الأليفة، صورت لومر نفسها وهي تأكل طعام كلاب على قناتها في منصة رامبل.

### نظريات المؤامرة والمعلومات المضللة
ادعت لومر أن إطلاق النار في المدارس في فبراير 2018 في باركلاند بولاية فلوريدا، وفي مايو 2018 في سانتا في بولاية تكساس، كان مدبرًا، وأن مرتكب إطلاق النار في لاس فيجاس عام 2017 كان تابعًا لتنظيم داعش. وزعمت على تويتر أن الجهات الفاعلة في الأزمة استُخدمت في إطلاق النار في مدرسة سانتا في.
في يوليو 2018، قالت لومر إن الرجل الذي ألقي القبض عليه في ولاية داكوتا الجنوبية وبحوزته معدات لصنع القنابل وأسلحة غير قانونية كان "إرهابيًا يساريًا من أنتيفا".  وفقًا لنشاط الرجل على وسائل التواصل الاجتماعي في ذلك الوقت، ووفقًا لأخيه، فقد كان محافظًا ضد الليبراليين وحركة أنتيفا. خلال محاولات تفجير البريد في الولايات المتحدة في أكتوبر 2018، قالت لومر إن هجمات التفجير كانت عملية "راية كاذبة" دبرها الديمقراطيون.
في عام 2023، اتهم لومر كيسي دي سانتيس، زوجة المرشح الرئاسي ومنافس ترامب رون دي سانتيس، بالمبالغة في إصابتها بسرطان الثدي لتعزيز الحملة الرئاسية لزوجها.
في أعقاب أحداث السابع من أكتوبر، ضخمت لومر وغيرها من المؤثرين اليمينيين قصة بلا أي مصادر موثوقة تزعم أن 13 أكتوبر 2023 سيكون "يومًا للجهاد" العالمي، وهي القصة التي يعتقد أنها دفعت مالك عقار يبلغ من العمر 71 عامًا في إلينوي إلى محاولة قتل مستأجرة لديه مسلمة وطعن ابنها البالغ من العمر 6 سنوات حتى الموت.
بعد وقوع حادث سيارة مميت في لونغ بيتش في 14 أكتوبر، قالت لومر إن الحادث كان "إرهابًا إسلاميًا"، مدعية أن الشرطة حصلت على أمر حظر نشر. وذكرت الشرطة في وقت لاحق أنه "لا يوجد ما يشير إلى أن هذا الحادث كان عملاً إرهابياً ولا يرتبط بالعنف الحالي في إسرائيل".
في نوفمبر 2023، كان لومر جزءًا من دراسة أجراها المجلس الأطلسي، وحللتها بلومبرج، حول ملاحظات المجتمع على تويتر فيما يتعلق بالمعلومات المضللة في الحرب بين إسرائيل وحماس. في 12 أكتوبر، نشرت مقطع فيديو لمسيرة مؤيدة لحماس مرت عبر لندن وهي تهتف بعبارات عنصرية، على اعتبار أنه مقطع حديث، في حين أن الفيديو كان من مايو 2021 وقامت الشرطة باعتقالات بعد الحادث. كما غرّدت لومر بمعلومات كاذبة حول انفجار جسر قوس قزح في بوفالو بنيويورك عام 2023. وزعمت أن مكتب التحقيقات الفيدرالي يشتبه في وقوع هجوم إرهابي وأنه قد يكون هناك "مؤامرة جهادية" في عرض احتفالات عيد الشكر في ميسي، على الرغم من أن السيارة كانت تسير على الجانب الأمريكي من الحدود باتجاه كندا.
ادعت لومر أن العاصفة الشتوية التي حدثت قبل مؤتمرات الحزب الجمهوري الرئاسية في ولاية أيوا عام 2024 تم إنشاؤها بواسطة الدولة العميقة الأمريكية باستخدام برنامج أبحاث الشفق القطبي النشط عالي التردد لزيادة الفرص الانتخابية للمرشحة الرئاسية نيكي هالي.
في عامي 2023 و2024، نسبت لومر زوراً منشورات على وسائل التواصل الاجتماعي إلى أفراد عائلة القاضيين آرثر إنجورون وخوان ميرشان، اللذين كانا يشرفان على قضايا المحكمة التي تشمل دونالد ترامب. وزعم لومر بشكل غير دقيق أن أفراد هذه العائلة طالبوا بسجن ترامب عبر وسائل التواصل الاجتماعي. وقد تم تضخيم المعلومات المضللة التي قدمها لومير من قبل ترامب لدعم مزاعمه بأن إنغورون وميرشان كانا متحيزين ضده.
في يوليو 2024، ادعت لومر على إكس أن "جو بايدن يحتضر وأن الاستعدادات النهائية جارية له". في سبتمبر 2024، روّجت لومر، بل وُيعتقد أنها التي بدأت إثارة قضية أكل القطط في سبرينغفيلد، أوهايو، التي أكدها ترامب علنًا، قائلةً بأن المدينة يسكنها "20 ألف هايتي من آكلي لحوم البشر".

## حملات للمناصب العامة

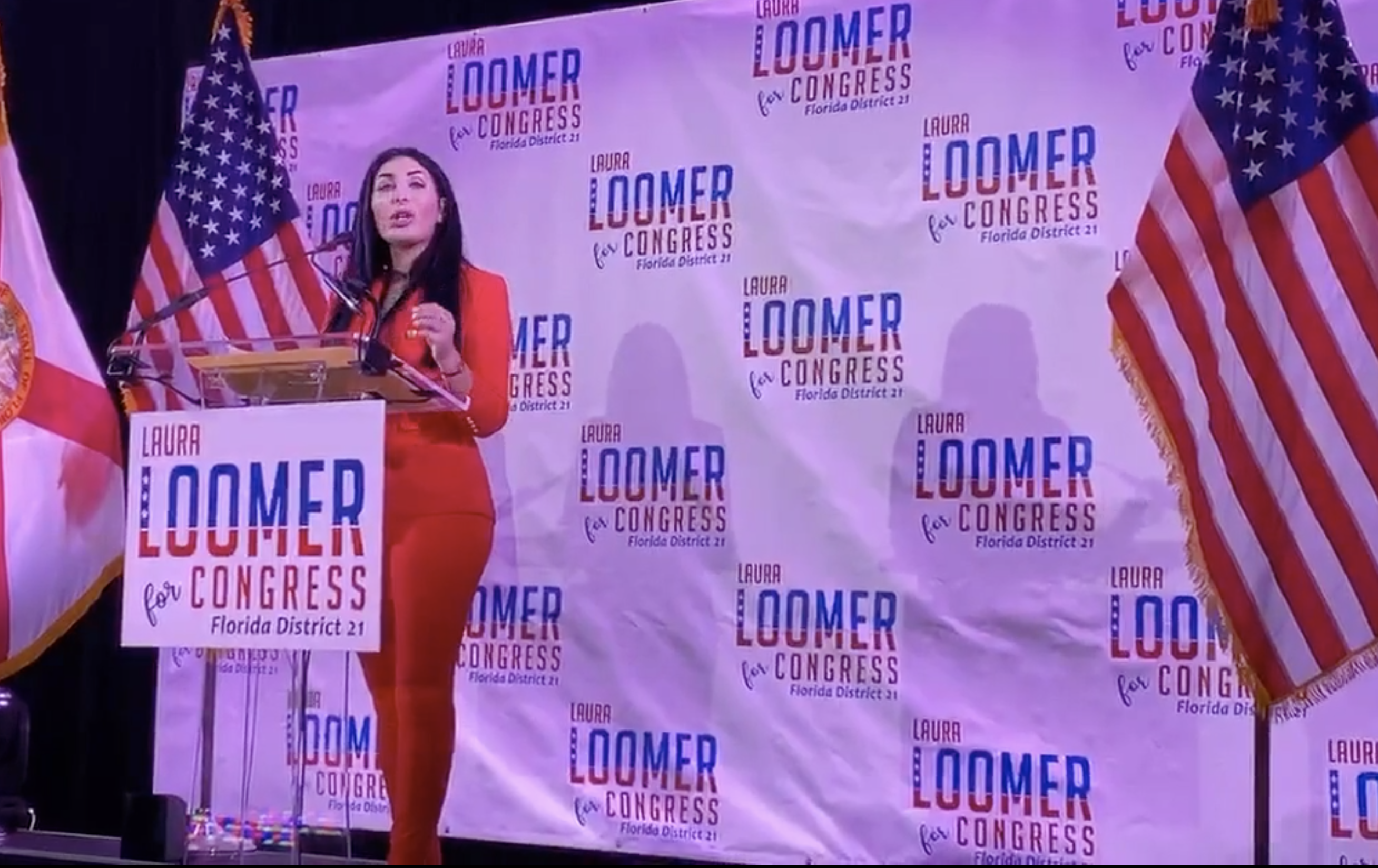
لومير خلال حملتها الانتخابية

خسرت لومر انتخابات مجلس النواب الأمريكي لعام 2020 في الدائرة النيابية الحادية والعشرين بولاية فلوريدا أمام الديمقراطية لويس فرانكل. كانت المنطقة ديمقراطية إلى حد كبير، وكان ترشيح لومر يعتبر احتمالًا ضئيلًا. كان فرانكل يمثل المنطقة منذ عام 2012. هزمت لومر خمسة منافسين لتفوز بالانتخابات التمهيدية للحزب الجمهوري في أغسطس 2020، وحصلت على 14500 صوت من أصل 34000 صوت (43٪). أعرب الرئيس دونالد ترامب عن دعمه للومر، حيث غرّد بعد فوزها في الانتخابات التمهيدية، "أحسنتِ يا لورا. لديكِ فرصة عظيمة ضد دمية بيلوسي!" كما تلقت تأييدًا من ممثل فلوريدا مات غيتز ومستشار ترامب السابق روجر ستون. وفي وقت لاحق، قلل البيت الأبيض من أهمية دعم ترامب للومر والمرشحة للكونجرس مارغوري تايلور جرين، قائلاً: "يهنئ الرئيس بشكل روتيني الأشخاص الذين يحصلون رسميًا على ترشيح الحزب الجمهوري للكونجرس، لذا فهو يفعل ذلك كأمر طبيعي". بعد فوزها في الانتخابات التمهيدية، كرر تويتر وفيسبوك أنهما لن يرفعا الحظر عنها.

### 2022
في سبتمبر 2021، أعلنت لومر ترشحها للمنطقة الحادية عشرة في فلوريدا في عام 2022. حاولت إزاحة النائب الجمهوري دانييل وبستر في الانتخابات التمهيدية. أعلنت لومر في البداية عن نيتها الترشح مرة أخرى في الدائرة الحادية والعشرين. بدعم من مجموعة صندوق الحرية الأمريكية، حصلت لومر على تأييد الممثلين مارغوري تايلور جرين وبول جوسار، بالإضافة إلى روجر ستون ومايكل فلين. خسرت الانتخابات التمهيدية في 23 أغسطس 2022، بنسبة 44.2٪ مقابل 51.1٪ لويبستر، لكنها رفضت الاعتراف بالهزيمة. في خطاب ألقاه ليلة الانتخابات، قالت لومر "أنا لا أستسلم لأنني فائزة، والحقيقة هي أن حزبنا الجمهوري منقسم حتى النخاع". وانتقدت لومر الاحتيال غير المحدد في التصويت و"التدخل التكنولوجي الكبير في الانتخابات".

## الحظر والإزالة
حُظرت لومر من قبل العديد من مقدمي الخدمات والخدمات والفعاليات، مثل:

### التطبيقات والمنصات عبر الإنترنت
!حظرت منصة التدوين ميديام لومر في فبراير 2017، بعد توسيع سياسات المنصة لحظر نشر المعلومات المضللة وتوسيع سياساتها ضد خطاب الكراهية. تم حظر لومر من كل من أوبر وليفت في نوفمبر 2017 بعد مشاركتها في إطلاق سيل من التغريدات معادية للمسلمين استمرت يومًا كاملاً، والتي تضمنت تغريدات حول عدم القدرة على العثور على "سيارة أجرة غير مسلمة أو سائق (وسم أوبر وليفت)". حظرت شركة تويتر حساب لومر في نوفمبر 2018 بسبب انتهاكها لسياساتها ضد السلوك البغيض. بعد الحظر، قيدت نفسها بالأصفاد في مقر تويتر في نيويورك لمدة ساعتين قبل أن يقوم رجال الشرطة بقطع الأصفاد بناءً على طلبها. في فبراير 2019، تم حظر لومر من باي بال وجو فاند مي وفينمو. وردًا على ذلك، قالت إن "الإرهابيين اليساريين وطغاة التكنولوجيا" كانوا "يحاولون إسكاتها" وأنها "لن تتوقف عند أي شيء للتأكد من تحقيق العدالة للطريقة التي حرمني بها وادي السيليكون من الظهور، واتهمتني زورًا بأنني من دعاة تفوق العرق الأبيض، ونازية، ومعادية للمسلمين، وعنصرية، ومتعصبة، وكل التشويهات الأخرى". كانت لومر واحدة من العديد من الناشطين اليمينيين الذين حظرتهم فيسبوك وإنستغرام في عام 2019 لاستخدامهم المنصات لنشر معلومات مضللة ومتطرفة. في مايو 2021، قالت إنها تم حظرها من تطبيق التواصل الاجتماعي كلوب هاوس بعد ساعات من انضمامها.
في ديسمبر 2022، بعد أن اشترى إيلون ماسك تويتر، أعيد تفعيل حساب لومر المحظور.

### الأحداث
استخدمت لومر أوراق اعتمادها الصحفية لحضور محاكمة نور سلمان، زوجة مرتكب إطلاق النار في ملهى أورلاندو الليلي في يونيو 2016، في مارس 2018. تم إلغاء أوراق اعتمادها بعد مضايقتها لأسرة سلمان؛ وعندما عادت إلى المحاكمة في اليوم التالي، تم إبعادها من قبل أحد ضباط المارشال. في أبريل 2018، قام لومر بتعطيل حدث للترويج لكتاب جيمس كومي الولاء الأكبر قبل إخراجها من المبنى من قبل الأمن.  في سبتمبر 2018، قاطعت لفترة وجيزة جلسة استماع للجنة الطاقة والتجارة في مجلس النواب. ومن معرض الزوار، اتهمت الرئيس التنفيذي لشركة تويتر جاك دورسي، الذي كان يشهد أمام اللجنة، بفرض الرقابة على المحافظين على المنصة ومحاولة التأثير على الانتخابات لصالح الديمقراطيين. بدأ الممثل الجمهوري بيلي لونج في ترديد هتاف مزاد وهمي، متظاهرًا بأنه يبيع هاتف لومير المحمول، حتى تم اصطحابها إلى الخارج. وقد أثار الحادث قدرًا كبيرًا من الضحك والتصفيق من الجمهور. في أكتوبر 2018، رافقت الشرطة لومر من حدث انتخابي لأندرو جيلوم، المرشح الديمقراطي لمنصب حاكم ولاية فلوريدا.
تم حظر لومر من مؤتمر العمل السياسي المحافظ لعام 2019 عد مواجهتها العنيفة للصحفيين، واستخدام أوراق اعتمادها الصحفية لملاحقتهم إلى منطقة مخصصة لوسائل الإعلام فقط بعد أن رفضوا التحدث معها. وعلى وجه الخصوص، قامت بمضايقة مراسل شبكة سي إن إن أوليفر دارسي بأسئلة حول الرقابة على الإنترنت وحظر وسائل التواصل الاجتماعي.
في عام 2021، واجهت لومر دورسي مرة أخرى، هذه المرة في مؤتمر بيتكوين 2021، زاعمة أنه تعمد فرض الرقابة والتدخل في الانتخابات؛ وتمت إقصائها من الحدث.

## الدعاوى القضائية
في عام 2018، بعد حظر لومر من قبل شركات التواصل الاجتماعي المختلفة، رفعت دعوى قضائية ضد تويتر، وآبل، وفيسبوك، وجوجل. وزعمت الدعوى القضائية، التي مثلها فيها المحامي الناشط اليميني لاري كلايمان، أن المنصات تعاونت لقمع الخطاب المحافظ. رفضت المحكمة الجزئية القضية، وأيدت محكمة الاستئناف الأمريكية الرفض؛ حيث قضت المحاكم بأن شركات التواصل الاجتماعي لا يمكنها انتهاك التعديل الأول لأنها ليست هيئات حكومية. في عام 2021، رفضت المحكمة العليا التماس لومر لسماع القضية.
بعد أن حظر تويتر لومير في عام 2018، رفعت دعوى قضائية ضد مجلس العلاقات الأمريكية الإسلامية (CAIR)، زاعمة أنه تآمر مع تويتر لحظرها. تم رفض الدعوى القضائية بعد أن اعترف ناثان برنارد، المعروف بمقالبه لشخصيات اليمين البديل البارزة، بأنه فبرك شائعة مفادها أن مجلس العلاقات الإسلامية الأمريكية كان وراء الحظر. في عام 2020، خسرت لومر استئنافًا للقضية، حيث قضت محكمة الاستئناف الأمريكية للدائرة الحادية عشرة بأن "لومر وإيلومينيت لا يقدمان شيئًا سوى تكهنات غامضة للإشارة إلى أن "كير-فلوريدا" كان متورطًا في المؤامرة المزعومة". في عام 2021، أمر قاضي الصلح الأمريكي لومر بسداد أكثر من 120 ألف دولار من أتعاب المحاماة إلى مجلس العلاقات الإسلامية الأمريكية.
في عام 2019، رفعت لومر دعوى قضائية فاشلة ضد النائبة من أصل فلسطيني رشيدة طليب، زاعمًة أنه أثناء مقاطعة لومر وآخرين لحدث في أغسطس 2018، "استولت طليب بعنف" على الهاتف المحمول الخاص بلومر بينما كانت لومر تسألها حول السياسة الخارجية. وذكرت صحيفة "مينيابوليس ستار تريبيون" أن "مقطع الفيديو الخاص بالحادث يتضمن صوت لومر تسأل طليب عما إذا كانت مستعدة للاعتراف... أن حماس منظمة إرهابية."
في عام 2022، رفعت لومر دعوى قضائية أخرى ضد فيسبوك وتويتر، زاعمة أن سياساتهما المناهضة لخطاب الكراهية تشكل ابتزازًا. تم رفض هذه الدعوى أيضًا على أساس حجة الأمر المقضي.

## الآراء
وُصفت لومر من قبل مصادر مختلفة بأنها يمينية متطرفة، وقومية بيضاء، ووصفت نفسها بأنها معادية للإسلام وقومية بيضاء. وصفها الصحفي جيمس وولكوت بأنها "متعصبة غاضبة".  نددت لومر باليمين البديل ورفضت علنًا أفكار القومي الأبيض ريتشارد ب. سبنسر، الذي صاغ المصطلح، ورفضت مشاركة المسرح معه. تلقت تهديدات معادية للسامية ومضايقات من اليمين البديل بعد هذا النزاع. ومع ذلك، أشارت لومير إلى أنها تدعم القومية البيضاء، مدعية أنها تختلف عن تفوق البيض، وأن القوميين البيض "يحتاجون إلى قادة فعّالين - أشخاص ليسوا ريتشارد سبنسر، أشخاص ليسوا جيمس ألسوب - لنقل هذه الرسالة بشكل واضح". كما ورد أنها قريبة من القومي الأبيض نيك فوينتس، وتحتفل معه بـ "الاستيلاء العدائي على الحزب الجمهوري".
وقد وصفها دونالد ترامب، الذي ذكرت صحيفة نيويورك تايمز أنه أراد توظيف لومر لدور في الحملة، بأنها "عنيدة للغاية"، في حين ادعت النائبة الأمريكية مارغوري تايلور جرين أنها "غير مستقرة عقليًا وكاذبة موثقة"، زاعمة أنها حاولت الحصول على وظيفة في حملة مغني الراب كاني ويست للترشح للرئاسة. وقد تبادلت لومر وجرين جدالات ساخنة عبر الإنترنت، حيث زعمت لومر أن جرين "لم تعد حليفة لأمريكا أولاً"، فضلاً عن التشكيك في مسيحيتها، وولائها لدونالد ترامب، وافتقارها إلى انتقاد المرشح الرئاسي المنافس رون دي سانتيس.
تردد أن مساعدي ترامب لديهم مخاوف بشأن تصريحات لومير التحريضية. تعتبر لومير نفسها "موالية لترامب" ووصفت دي سانتيس بأنه طاغية، وهاجمته شخصيًا عبر الإنترنت. ووجدت لومير أيضًا حليفًا في دونالد ترامب الابن، الذي قال: "أود أن أراها سكرتيرة صحفية فقط لأشاهد واشنطن تنفجر".

### معاداة المسلمين
تبنت لومر مرارًا آراء معادية للمسلمين. في من نوفمبر 2017، بعد يوم من هجوم مانهاتن 2017 في نيويورك، غردت لومر بأنها تأخرت عن المؤتمر لأنها لم تتمكن من العثور على "سائق سيارة أجرة (وسم أوبر وليفت) غير مسلم". وبعد أن أصبح معروفًا أن المشتبه به في الهجوم هو سائق سابق لدى شركة أوبر، دعت إلى إنشاء شركة جديدة لمشاركة السيارات لا توظف المسلمين. ألقت تغريداتها التي استمرت طوال اليوم باللوم على جميع المسلمين في أنشطة الإسلاميين المتطرفين مثل داعش. وفي وقت لاحق، أعلنت كل من شركتي أوبر وليفت أنها انتهكت إرشاداتهما وتم منعها من استخدام خدماتهما. وصفت نفسها على تويتر في ذلك الوقت بأنها إسلامفوبية فخورة "#ProudIslamophobe" ودعت إلى فرض حظر كامل ودائم على دخول المسلمين إلى الولايات المتحدة.
في أغسطس 2018، عطل لومر فعالية الحملة الانتخابية للكونجرس للديمقراطية من ولاية مينيسوتا إلهان عمر، والتي حضرتها رشيدة طليب. صرخت لومر بأسئلة توحي بأن طليب معادية للسامية. في نوفمبر من ذلك العام، حظرت شركة تويتر حساب لومير من منصتها بسبب انتهاكه لقواعدها ضد السلوك البغيض. وفقًا للومر، فقد تم حظرها بسبب تغريدة عن إلهان عمر وصفتها فيها بأنها "معادية لليهود" ومن في دين "يُضطهد فيه المثليون جنسيًا" وتُساء معاملة النساء ويُجبرن على ارتداء الحجاب". بعد أسبوع من الحظر، قيدت نفسها بالأصفاد إلى باب في المقر الرئيسي لشركة تويتر في مدينة نيويورك احتجاجًا. وبعد مرور ساعتين تقريبًا، أزال رجال الشرطة الأصفاد باستخدام قاطع البراغي بناءً على طلبها.
في فبراير 2019، سافرت لومر إلى مينيسوتا مع جاكوب وول، وعلي ألكسندر، ناشط يميني متطرف.  وقالت المجموعة إنها "تتحقق" فيما إذا كانت عمر قد تزوجت شقيقها حتى يتمكن من الحصول على الجنسية الأمريكية، ولم يتمكن وول ولومر وألكسندر من العثور على أي مخالفات تتعلق بالهجرة ارتكبتها إلهان عمر. وبعد بضعة أسابيع، في مارس 2019، طُرد جاكوب وول ولومر من مؤتمر العمل السياسي المحافظ لعام 2019 عندما حاولا تقديم أدلة من رحلتهما إلى مينيسوتا. وكانت لومر قد هاجمت إلهان عمر في السابق بنفس الادعاءات. في عام 2019، نشرت لومر مقطع فيديو على إنستغرام عنها، حيث ألقت باللوم عليها وعلى جميع المسلمين في هجمات 11 سبتمبر وأكدت أنه "لا ينبغي السماح للمسلمين حتى بالسعي إلى مناصب سياسية في هذا البلد".
ذكرت منظمة "رايت وينج ووتش" في فبراير 2019 أن التبرعات التي طلبتها لومر كانت تذهب إلى الغرب المتحد"، وهي منظمة يدرجها مركز قانون الحاجة الجنوبي (SPLC) كمجموعة كراهية معادية للمسلمين. في ذلك الوقت، حظرت باي بال لومر من أي استخدام آخر لخدمتها. وصف مجلس العلاقات الأمريكية الإسلامية، وهي منظمة حقوق مدنية إسلامية، حزب الغرب المتحد بأنه معادٍ للإسلام.
في عام 2019، وفي أعقاب هجوم كرايست تشرش الذي أودى بحياة 51 شخصًا في مسجدين في مدينة كرايست تشرش في نيوزيلندا، كتبت لومر على منصة تيليجرام: "لا أحد يهتم بكرايست تشرش. أنا لا أهتم بشكل خاص". وصفت لومر الإسلام بأنه "سرطان" والمسلمين بأنهم "متوحشون".

### القومية البيضاء
وصفت لومر نفسها بأنها "مؤيدة للقومية البيضاء"، وقالت أنها تختلف عن التفوق الأبيض، وقالت عن أفكارها: "لا يفهم الليبراليون واليهود الماركسيون العولميون اليساريون الفرق بين القومية البيضاء والتفوق الأبيض"، و: "هذا البلد قد تم بناؤه بالفعل كدولة يهودية-مسيحية ذات عرق أبيض"، وأن "الهجرة، وكل تلك الدعوات إلى التنوع العرقي بدأت في تدمير البلد". شاركت لومر في مقابلة مع مغني الراب كاني ويست عبر إنفو وورز للتعبير عن دعمها لحقّ الفنان في حرية التعبير عن أفكاره التي وصفت بأنها مثيرة إلى الجدل على نطاق واسع، معلنة أنها "متعاطفة" مع ويست. في عام 2022، تحدثت لومر في المؤتمر السنوي لمجلة النهضة الأمريكية (American Renaissance) ذات التوجه اليمين الأقصى وتوصف بأنها مؤيدة ومروجة للتفوق الأبيض. خلال هذا الخطاب، أشارت لومر إلى نفسها باعتبارها "مدافعة عن البيض" ودعت إلى وقف الهجرة لمدة عشر سنوات. أشادت لومر بمؤسس المجلة جاريد تايلور وقالت إنها تعارض "العنصرية المناهضة للبيض والكراهية المناهضة للبيض". كما حضرت أيضًا فعاليات مع نيك فوينتس، وتحدثت في تجمع لفوينتس في مؤتمر العمل السياسي الأول لأمريكا. في عام 2017، ادعت لومير أنها تواعد ناشط اليمين البديل تيم جيونيت، الذي كان سابقًا قد غرد بصورة معدلة للومير وهي تُعدم في غرفة غاز، في إشارة إلى الهولوكوست؛ باعتبار أن لومر يهودية. لكن الأمر لم يزد عن كونه نشر لتغريدات من الطرفين، ونفى جيونيت بعد ذلك أنه دخل في علاقة مع لومر. في مقابلة، قالت لومر، في إشارة إلى حق المواطنة بالولادة، "أعتقد أنه لا يمكنك أن تخدم في منصب إلا إذا كنت قد ولدت بالفعل في هذا البلد. ليس طفلًا يحمل حق المواطنة بالولادة مثل نيكي هيلي، لكنني حتى لا أريد أشخاصًا مثل هؤلاء في بلدنا، ناهيك عن الكونجرس".
وصفت لومر نفسها بأنها قومية، وذكرت أن المهاجرين الذين يرفضون الاندماج يشكلون تهديدًا للتراث الأمريكي. ردًا على قصة إخبارية عن غرق ألفي مهاجر في البحر الأبيض المتوسط، كتبت: "جيد. هنا لألفان آخران."  وفقًا لميديا ماترز، أيدت لومر نظرية الاستبدال العظيم القومية البيضاء، متهمة رابطة عوث المهاجرين العبرانيين "بتسهيل غزو أمريكا"، وصرحت بأن "الكثير من اليهود الأثرياء لديهم هوس بمحاولة تدمير أمريكا." عندما سألتها صحيفة هآرتس الإسرائيلية في عام 2017 عن آرائها كيهودية تشارك في حدث "مناهض للشريعة" حيث كانت مجموعة النازيين الجدد Identity Evropa حاضرة بشكل واضح، أجابت لومر، "أوه، هذا مثل مجموعة هوية. لست على دراية كاملة، لكنني أعلم أنهم يؤمنون بالحفاظ على الثقافة الأوروبية البيضاء؛ لا يوجد خطأ في ذلك، وهم قوميون."

### كوفيد-19
قللت لومر من خطورة فيروس كوفيد-19، وكتبت في ديسمبر 2020: "آمل أن أصاب بكوفيد حتى أتمكن من إثبات للناس أنني أصبت بنوبات تسمم غذائي أكثر خطورة وتهدد الحياة من فيروس مبالغ فيه". في سبتمبر 2021، قالت إنها أصيبت بالفيروس وكانت تحاربه بمجموعة متنوعة من الاستعدادات، بما في ذلك بعض الاستعدادات التي ثبت عدم فعاليتها. وأعلنت عبر تيليجرام أنها كانت تعاني من ألم شديد وطلبت من الناس أن يصلوا من أجلها.
بعد الإصابة بالفيروس، واصلت لومر التأكيد على أن لقاحات كورونا "غير آمنة وغير فعالة" وقالت إنها سترفض الحصول عليها في المستقبل.

### الديمقراطيون
وبحسب موقع ميديا ماترز، قالت لومر "إذا لم تصوت لدونالد ترامب، فإنك تكره هذا البلد". وتزعم لومر أن الحزب الديمقراطي يدعم "محو اليهود من على وجه الأرض" وأن اليهود الذين يصوتون للديمقراطيين "قد يذهبون إلى غرفة الغاز بأنفسهم إذا كان هذا هو سلوكهم"." ردًا على اقتراح المحاور تيم بول بأن يقوم دونالد ترامب بإعداد قوائم بالديمقراطيين الذين يجب وضعهم في السجن، قالت لومر إن ترامب يجب أن يعدم هؤلاء الديمقراطيين بتهمة الخيانة. بعد وفاة عضو مجلس النواب شيلا جاكسون لي، وصفت لومر جاكسون لي بأنها "عاهرة غيتو" و"واحدة من أقل أعضاء الكونجرس ذكاءً." أشارت لومر إلى المسؤولين المنتخبين الديمقراطيين من أصل أفريقي كامالا هاريس، وفاني ويليس، وليتيتيا جيمس بـ "مهووسي الـ DEI (برامج التنوع والعدالة والاندماج)".